# Репехов
Репехов (укр. Репехів) — село в Бобрской городской общине Львовского района Львовской области Украины.
Село расположено в 36 км от г. Жидачева, до Киева  - 578 км.
Население по переписи 2001 года составляло 258 человек. Почтовый индекс — 81712. Телефонный код — 3239.

## История

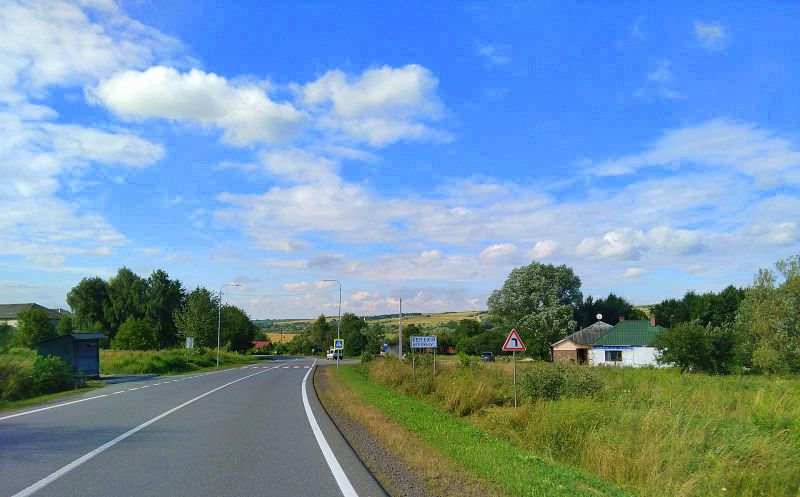
У въезда в село

Первое упоминание о селе относится к 1406 году. Оно содержится в долговом обязательстве польского короля Казимира некоему шляхтичу, в котором король позволяет ему собирать доходы от некоего числа сел, в том числе и от Репехова. 19 февраля 1506 года Репехов было освобождено от уплаты налогов(по некоторым данным, причиной тому был набег татар).